# Stanko Cajnkar
Stanko Cajnkar, slovenski rimskokatoliški duhovnik, dramatik , pisatelj, esejist in urednik, * 25. april 1900, Savci, † 17. januar 1977, Ljubljana.

## Življenjepis
Rodil se je v kmečki družini očetu Lovrencu in materi Tereziji (rojena Lepoša). Cajnkar je v Mariboru končal študij teologije, ki ga je nato nadaljeval v Pragi in Ljubljani, kjer je leta 1938 iz teologije tudi doktoriral. Nato je bil profesor bogoslovja v Mariboru, gimnaziji na Ptuju in od leta 1947 na Teološki fakulteti v Ljubljani, katere dekan je bil v letih 1950–66. Cajnkar se je že zelo zgodaj pridružil mladinskemu gibanju in naprednim socialnim smerem v krščanskih vrstah. Med vojno je bil od leta 1941 do 1944 kaplan v Košani in Črnomlju na osvobojenem ozemlju. Od leta 1945 do 1974 je sodeloval v verski komisiji LRS oziroma SRS in bil izvoljen v ustavodajno skupščino in Svet narodov zvezne skupščine, ter bil član Sveta republike SRS.
Cajnkar je pomembno prispeval k ureditvi odnosov met katoliško cerkvijo in socialistično družbo v Sloveniji. Za svoje delo je prejel književno nagrado mesta Ljubljane.

## Delo
Cajnkar je bil glavni urednik publikacij Mohorjeve družbe in lista Nova pot ter odgovorni urednik Bogoslovnega vestnika. Pisal je teološke spise, povesti in drame. Že pred vojno je zbudila pozornost drama Potopljeni svet v kateri obravna temo razmerja modernega duhovnika do cerkve in družbe. Takoj po vojni je objavil avtobiografisko obarvan roman iz gimnazijskega življenja Noetova barka. Poleg romana Noetova barka je napisal še roman Križnarjevi in Sloven iz Petovije, ki jo je sam dramatiziral pod naslovom Petovijska tragedija. Ostale Cajnkarjeve drame so Za svobodo in Zvestoba. Napisal je tudi povesti V planinah in Po vrnitvi.